# جوناس سفينسون (لاعب باندي)
جوناس سفينسون (بالسويدية: Jonas Svensson)‏ هو لاعب باندي ‏ سويدي، ولد في 27 يونيو 1983.